# New York City Opera

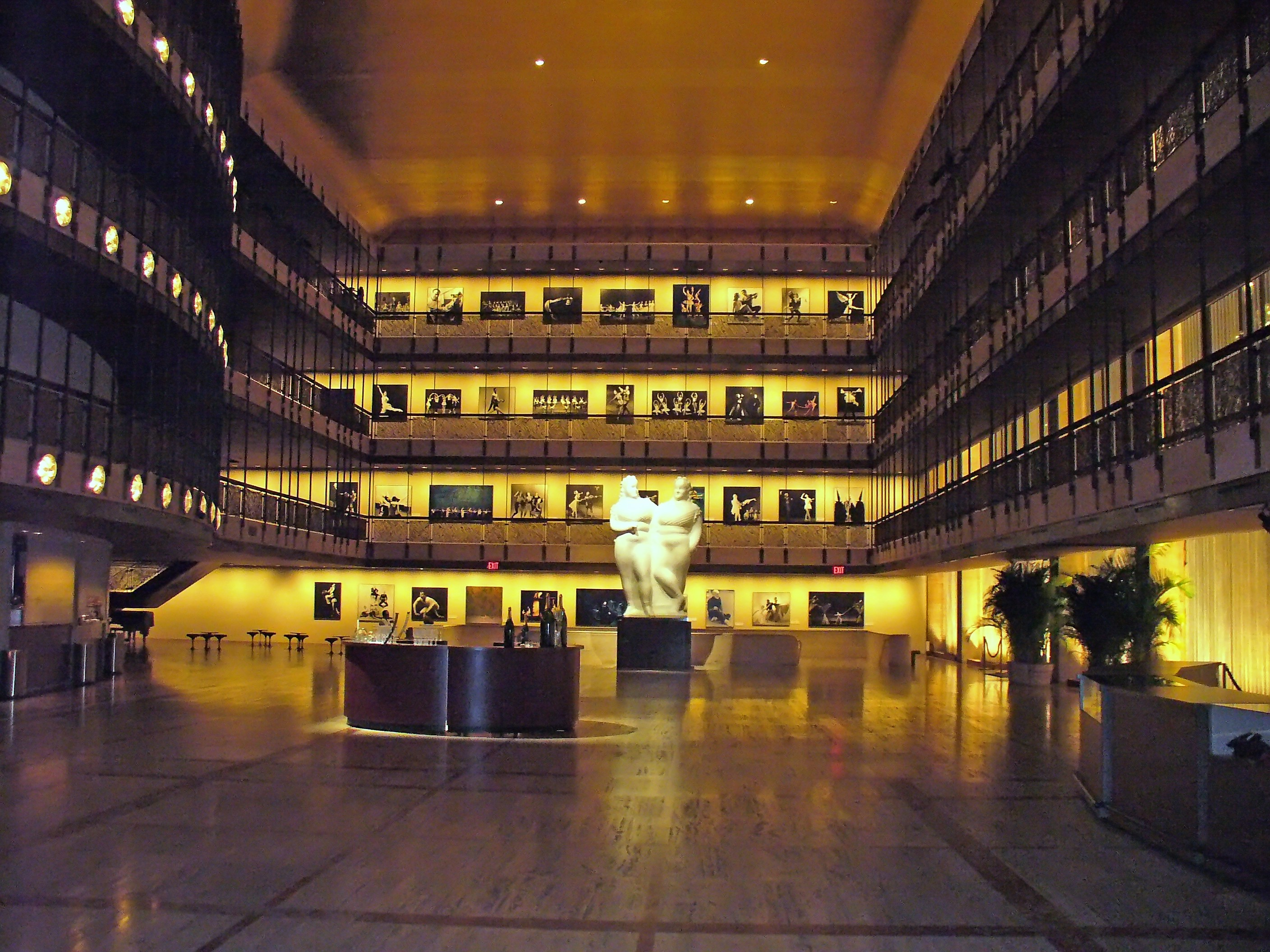
Atrium

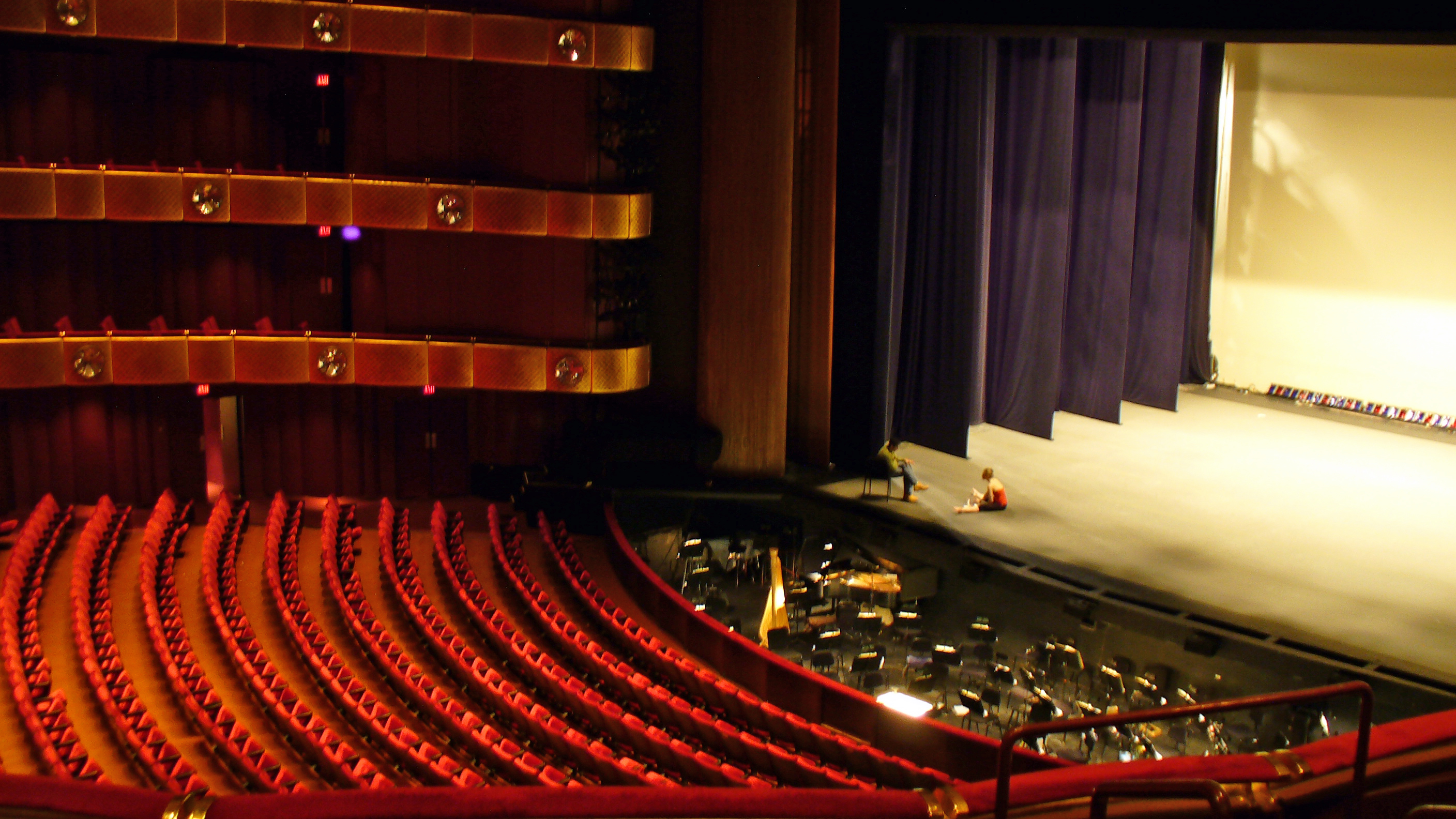
L'escenari

La New York City Opera és un teatre d'òpera situat al New York State Theater, al Lincoln Center de Nova York.
És la seu del New York City Ballet, la companyia creada per George Balanchine i de la companyia d'òpera homònima, la segona companyia de la ciutat dedicada a la lírica situat al costat del Metropolitan Opera al Lincoln Center, enfrontada a l'Avery Fisher Hall, seu de l'Orquestra Filharmònica de Nova York.
La sala David H. Koch Theater té capacitat per a 2.,755 i va ser dissenyat pels arquitectes Philip Johnson i John Burgee, va ser inaugurat el 23 d'abril de 1964, dos anys abans del seu veí el Met.

## New York City Opera
La companyia va ser fundada el 1943 amb el suport de l'alcalde Fiorello Laguardia per propulsar una companyia amb preus accessibles i oberta als talents del país. El 1983 va ser la primera a incorporar l'ús de subtítols en una òpera.
L'òpera com L'amor de les tres taronges, Wozzeck i Ariadne auf Naxos van rebre aquí la seva estrena americana així com moltes altres òperes de Béla Bartók, Benjamin Britten, Aaron Copland, Philip Glass, Hans Werner Henze, i Kurt Weill.
La companyia va exhumar òperes com Giulio Cesare de Händel, Roberto Devereux de Donizetti i va estrenar Susannah de Carlisle Floyd, The Ballad of Baby Doe de Douglas Moore i Candide de Leonard Bernstein.
Va llançar les carreres de figures com Samuel Ramey, Sherrill Milnes, Carol Vaness, Lauren Flanigan, David Daniels, Amy Burton, Mark Delavan i en especial l'emblemàtica soprano Beverly Sills, que després d'una trajectòria il·lustre en aquesta casa d'òpera es va convertir en la seva directora general.